# Stazione di Feltre
Stazione di Feltre vasútállomás Olaszországban, Veneto régióban, Feltre településen.

## Vasútvonalak
Az állomást az alábbi vasútvonalak érintik:
- Calalzo–Padova-vasútvonal

## Kapcsolódó állomások
A vasútállomáshoz az alábbi állomások vannak a legközelebb: 
- Stazione di Quero-Vas
- Stazione di Busche-Lentiai-Mel